# Hypolytrum
Hypolytrum Rich. ex Pers. é um género botânico pertencente à família Cyperaceae.
O gênero é constituído por aproximadamente 145 espécies.

## Principais espécies
| - Hypolytrum amorimii - Hypolytrum amplum - Hypolytrum bahiense - Hypolytrum caespitosum - Hypolytrum fuscum - Hypolytrum inerme - Hypolytrum jardimii | - Hypolytrum laxum - Hypolytrum lucennoi - Hypolytrum novacula - Hypolytrum pungens - Hypolytrum schraderianum - Hypolytrum supervacuum - Hypolytrum verticillatum |

- «PPP-Index Lista completa»